# 陈宗基
陈宗基（1922年9月15日—1991年9月25日），男，祖籍福建安溪，生于印度尼西亚苏加武眉，归国华侨，中国土力学家、岩石力学家，中国科学院院士，国际岩土流变学的先驱。他曾任中国岩石力学与工程学会理事长，国际岩石力学学会副主席，全国人大代表、常委，全国侨联副主席等职。

## 生平
陈宗基于1940年考入万隆工学院水利系，1942年日本侵占印尼后辍学。第二次世界大战结束后于1946年赴荷兰留学，获代尔夫特理工大学技术科学博士学位。
1955年回到中国，担任中国科学院哈尔滨土木建筑研究所研究员、土力学研究室主任，同时担任国家建委黄土研究组副组长。1958年出任国家科委长江三峡岩基组科技组长。1963年他倡导创建了中科院武汉岩土力学研究所，并任第一副所长。1977年后又任中科院地球物理研究所副所长、所长。
1980年当选中国科学院技术科学部学部委员（院士）。1984年当选比利时皇家科学、文学与艺术学院（Académie royale des Sciences, des Lettres et des Beaux-Arts de Belgique）外籍院士。1990年又当选阿根廷自然科学院外籍通讯院士。
1991年9月25日在上海逝世。